# Manuel de Araújo Porto-alegre
Manuel de Araújo Porto-alegre (ur. 29 listopada 1806 w Rio Pardo, zm. 30 grudnia 1879 w Lizbonie) – baron Santo Angelo – brazylijski poeta i dramaturg, prekursor brazylijskiego romantyzmu, malarz, architekt, miejski planista, dziennikarz, rysownik, krytyk i historyk sztuki, profesor uniwersytecki i dyplomata.